# Robert Herlth
Paul Fritz Robert Herlth (* 2. Mai 1893 in Wriezen, Brandenburg; † 6. Januar 1962 in München, Bayern) war einer der bedeutendsten deutschen Szenenbildner (Filmarchitekten) des 20. Jahrhunderts. Er gilt als Pionier des künstlerischen Stummfilms.

## Leben
Robert Herlth studierte von 1912 bis 1915 Malerei an der Hochschule für die bildenden Künste zu Berlin. Danach wurde er zum Kriegsdienst eingezogen. Von 1916 bis 1918 war er als Bühnenbildner am Heerestheater in Vilnius tätig. Nach dem Krieg besuchte er zunächst eine Kunstgewerbeschule, brach aber diese Ausbildung ab und setzte ab 1920 die Arbeit beim Film fort. Hermann Warm holte ihn zur Decla-Bioskop. Gemeinsam mit Walter Röhrig entwarf Herlth Kostüme und Dekorationen. Mit Warm schuf er die Ausstattung für Fritz Langs Der müde Tod (1921). In enger Zusammenarbeit mit Friedrich Wilhelm Murnau entstand Der letzte Mann (1924).
Herlth und Röhrig wurden 1922 von der Ufa übernommen und verbanden in ihren Raumgestaltungen expressionistische Elemente mit den Einrichtungen des Kammerspielfilms. Besondere Kreativität entfalten Herlth und Röhrig für die Filme Friedrich Wilhelm Murnaus, der selbst aktiv am Entwurfsprozess mit teilhatte.
Die enge Zusammenarbeit mit Röhrig dauerte bis 1936. Gustav Ucicky ist der Regisseur, mit dem sie dabei am häufigsten zusammenarbeiteten, auch auf die Kameramänner Carl Hoffmann und Fritz Arno Wagner trafen sie mehrfach. Zu ihren Schülern damals gehörte u. a. Anton Weber. Die einzige Regiearbeit Herlths entstand 1936; in Ko-Regie mit Röhrig drehte er den Märchenfilm Hans im Glück. 1937 ging Robert Herlth zu Tobis, ab 1939 ist er Ausstatter von Unterhaltungsfilmen der Terra Film.
Nach Kriegsende arbeitete Herlth als Bühnenbilder an mehreren Berliner Theatern. Seine erste Filmarbeit der Nachkriegszeit entstand in München für Zwischen gestern und morgen (1947). Für die Thomas-Mann-Verfilmung Buddenbrooks (1959) erhielt Robert Herlth den Bundesfilmpreis. Nach 1961 war er ausschließlich für das Fernsehen tätig. Sein Bruder Kurt Herlth, mit dem er mehrfach zusammenarbeitete, war ebenfalls Szenenbildner.
1924 heiratete Herlth in Berlin Maria (Mania) Leibson (* 1895 Vilnius; † 1966). Die gemeinsame Tochter Helene wurde 1928 geboren. Da seine Ehefrau Jüdin war, galt er nach nationalsozialistischer Definition als "jüdisch versippt" und konnte ab 1936 nur mit einer Sondergenehmigung arbeiten.
Robert Herlth wurde auf dem Waldfriedhof Grünwald bei München beigesetzt.

## Filmografie
- 1920: Das lachende Grauen
- 1920: Maken[8]
- 1921: Das Geheimnis von Bombay[9]
- 1921: Die Toteninsel
- 1921: Der müde Tod
- 1921: Irrende Seelen
- 1921: Die Intriguen der Madame de la Pommeraye[10]
- 1921: Schloß Vogelöd[11]
- 1921: Satansketten[12]
- 1922: Luise Millerin
- 1923: Der Schatz
- 1924: Der letzte Mann
- 1924: Kaddisch
- 1925: Zur Chronik von Grieshuus
- 1926: Tartüff
- 1926: Faust
- 1928: Vier Teufel
- 1928: Looping the Loop
- 1929: Manolescu
- 1930: Hokuspokus
- 1930: Ein Burschenlied aus Heidelberg
- 1930: Das Flötenkonzert von Sans-souci
- 1930: Rosenmontag
- 1931: Im Geheimdienst
- 1931: Der kleine Seitensprung
- 1931: Der Kongreß tanzt
- 1931: Yorck
- 1932: Mensch ohne Namen
- 1933: Morgenrot
- 1933: Saison in Kairo
- 1933: Flüchtlinge
- 1933: Walzerkrieg
- 1934: Der ewige Traum
- 1934: Prinzessin Turandot
- 1935: Barcarole
- 1935: Das Mädchen Johanna
- 1935: Amphitryon – Aus den Wolken kommt das Glück
- 1936: Hans im Glück (auch Regie und Drehbuch)
- 1936: Savoy-Hotel 217
- 1937: Der Herrscher
- 1937: Der zerbrochene Krug
- 1938: Du und ich
- 1938: Der Spieler
- 1940: Kleider machen Leute
- 1941: Die schwedische Nachtigall
- 1942: Andreas Schlüter
- 1944: Melusine
- 1945: Der Fall Molander
- 1947: Zwischen gestern und morgen
- 1947: Film ohne Titel
- 1949: Verspieltes Leben
- 1950: Das doppelte Lottchen
- 1951: Dr. Holl
- 1951: Das weiße Abenteuer
- 1952: Alraune
- 1952: Herz der Welt
- 1952: Die Försterchristel
- 1952: Der große Zapfenstreich
- 1952: Hinter Klostermauern
- 1953: Das Dorf unterm Himmel
- 1953: Musik bei Nacht
- 1953: Die geschiedene Frau
- 1953: Der Kaplan von San Lorenzo
- 1954: Hochzeitsglocken
- 1954: Das fliegende Klassenzimmer
- 1954: Sauerbruch – Das war mein Leben
- 1954: Der letzte Sommer
- 1955: Frauen um Richard Wagner
- 1955: Geliebte Feindin
- 1955: Solang’ es hübsche Mädchen gibt
- 1955: Der letzte Mann
- 1956: Regine
- 1957: Bekenntnisse des Hochstaplers Felix Krull
- 1959: Das schöne Abenteuer
- 1959: Buddenbrooks
- 1959: Ein Tag, der nie zu Ende geht
- 1960: Eine Frau fürs ganze Leben
- 1960: Auf Engel schießt man nicht
- 1960: Gustav Adolfs Page